# Палмерстаун
Палмерстаун (англ. Palmerstown; ирл. Baile Phámar) — пригород в Ирландии, находится в графстве Южный Дублин (провинция Ленстер). Палмерстаун находится западнее городского центра Дублина и граничит с Луканом на западе, Ballyfermot на юге и Chapelizod на востоке.
Население — 3 929 человек (по переписи 2006 года). 

## История
Название Палмерстаун известно с XII века. На этой земле стоял баптистский госпиталь Сент-Джона, известный также как госпиталь Палмера по имени его основателя (англ. Ailred the Palmer). В 1539 году земли были переданы сэру Джону Аллену. К тому времени на землях располагались замок и водяная мельница. После этого Палмерстаун неоднократно менял своих владельцев.
В XVIII веке на реке Лиффи работало множество фабрик с водяными мельницами, среди них фабрики по изготовлению льна, кожевенная, печатная. К концу века из них остались только цинковая и медная. В середине XX века основная территория и дом Палмерстауна стала собственностью института Стюарта, больницы для умственно отсталых, после чего был существенно расширен.

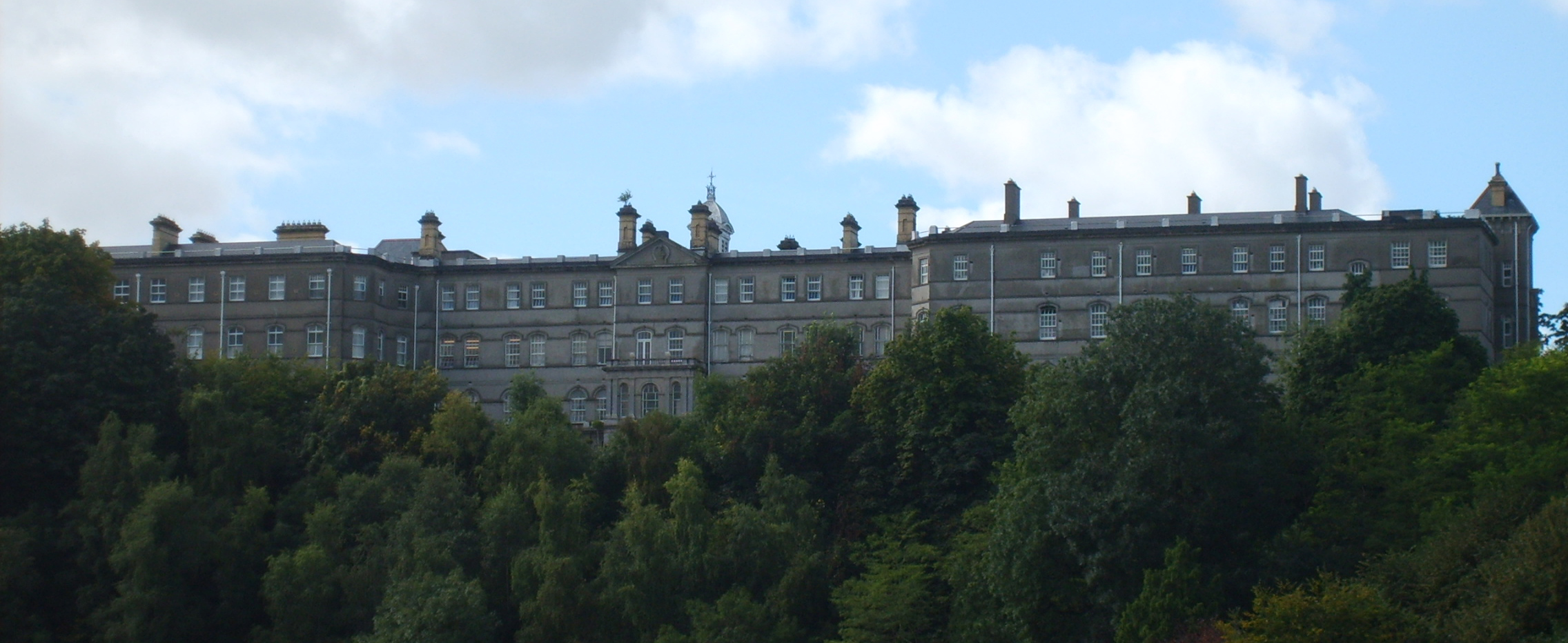
Основное здание института Стюарта

## Достопримечательности

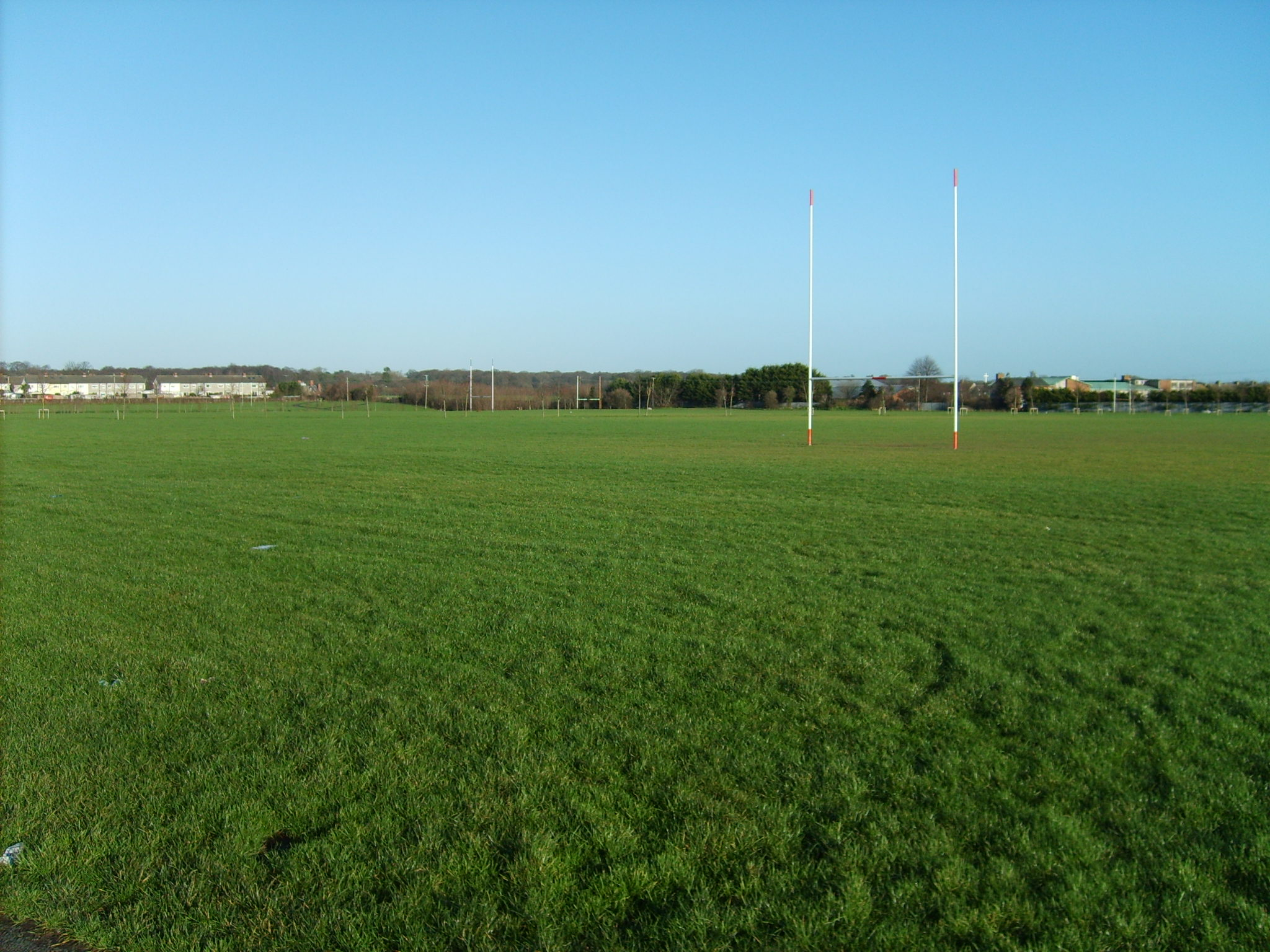
Парк в Палмерстауне.

Палмерстаун был значительно перестроен в последние годы, но сохранил ряд старинных зданий, среди которых старая конюшня, мельницы на реке Лиффи, белый мост через реку, построенный в 1881 году. 
Сохранилось старое кладбище с руинами церкви, недавно восстановленное. Церковь упоминается ещё в 1220 году вместе с госпиталем, но сохранившееся здание построено намного раньше, до вторжения норманов. Это небольшое сооружение с массивными стенами и узким круглым алтарём. За долгие годы церковь многократно изменялась, был закрыт оригинальный вход и сделан новый, а также большое окно над дверью и колокольня. Небольшой холм около церкви издавна почитается местными жителями. Полагают, что в нём водятся подземные фэйри. Возможно, холм представляет собой древнее захоронение.